# آدریان چاوس
آدریان چاوس (اسپانیایی: Adrián Chávez‎؛ زادهٔ ۲۷ ژوئن ۱۹۶۲) بازیکن فوتبال اهل مکزیک بود.
از باشگاه‌هایی که در آن بازی کرده‌است می‌توان به باشگاه فوتبال آمریکا، باشگاه فوتبال اونیورسیداد ناسیونال، باشگاه فوتبال لئون، و باشگاه فوتبال کروز آزول اشاره کرد.
وی همچنین در تیم ملی فوتبال مکزیک بازی کرده‌است.